# 藤本祐司
藤本 祐司（ふじもと ゆうじ、1957年2月16日 - ）は、日本の元政治家（前：参議院議員）。現在は、東海大学観光学部観光学科の教授
。2019年4月1日に東海大学観光学部の学部長に就任。
2009年から2010年にかけて国土交通大臣政務官（鳩山由紀夫内閣・菅直人内閣）を、2012年には内閣府副大臣（野田第3次改造内閣）を務めた。

## 経歴

### 生い立ち
静岡県浜松市出身。静岡県立沼津東高等学校を経て早稲田大学法学部卒業。ミシガン州立大学大学院コミュニケーション学科修士課程修了。1989年三和総合研究所に入社。2004年UFJ総合研究所を退社。衆議院議員の細野豪志はUFJ総研時代の同僚。

### 参議院議員
2004年の第20回参議院議員通常選挙に、民主党公認で静岡県選挙区から出馬。自由民主党が坂本由紀子・山下善彦、民主党が藤本・海野徹をそれぞれ2人ずつ擁立し、定数の2議席を争う混戦を制して初当選する（自民党前職の山下、民主党前職の海野は共に落選し、新人2人が当選）。
2009年9月に発足した鳩山由紀夫内閣において、国土交通大臣政務官に就任。2010年6月に発足した菅直人内閣において、再び国土交通政務官に就任した。同年7月の第22回参議院議員通常選挙で民主党の公認候補として立候補し、再選された。同年9月、菅直人改造内閣発足に伴い、同大臣政務官を退任。
2012年10月、野田第3次改造内閣において内閣府副大臣に任命され、行政改革、社会保障・税一体改革及び公務員制度改革、行政刷新等を担当、同年12月の第2次安倍内閣の発足に伴い、同副大臣を退任。
2015年8月、翌年7月の第24回参議院議員通常選挙には出馬せず、政界引退を表明した。

### 大学教授（現職）
2016年4月、東海大学観光学部観光学科の専任教授に着任。
2019年4月、東海大学観光学部の学部長に就任。

## 政策
- 選択的夫婦別姓制度導入に賛成[12]。

## 著作
- 「2004年日本はこうなる『マニフェスト元年　政治のパラダイムが変わる』」〈講談社〉
- 「再考！都市再生」〈UFJ総合研究所・風土社〉
- 「1997年日本はこうなる『ゆとり観光立国に向けての国際観光振興』」〈講談社〉
- 「ローカル・マニフェストによる地方のガバナンス改革」 〈ぎょうせい〉
- 「福祉国家の観光開発: 北欧の新産業戦略と日本」〈彩流社〉